# Екрон (Кентуккі)
Екрон (англ. Ekron) — місто (англ. city) в США, в окрузі Мід штату Кентуккі. Населення — 175 осіб (2020).

## Історія
Екрон був розташований на землі, подарованій доктором Робертсом, дружина якого назвала місто на честь біблійного міста Екрон. Він був офіційно зареєстрований актом державних зборів у 1906 році.

## Географія
Екрон розташований за координатами 37°55′50″ пн. ш. 86°10′39″ зх. д. / 37.93056° пн. ш. 86.17750° зх. д. (37.930686, -86.177420).  За даними Бюро перепису населення США в 2010 році місто мало площу 0,30 км², уся площа — суходіл. В 2017 році площа становила 0,42 км², уся площа — суходіл.

## Демографія
Згідно з переписом 2010 року, у місті мешкало 135 осіб у 49 домогосподарствах у складі 37 родин. Густота населення становила 455 осіб/км².  Було 55 помешкань (186/км²).
Расовий склад населення:
| - 86,7 % — білих - 1,5 % — корінних американців - 1,5 % — чорних або афроамериканців - 1,5 % — азіатів |

До двох чи більше рас належало 8,9 %. Частка іспаномовних становила 0,7 % від усіх жителів.
За віковим діапазоном населення розподілялося таким чином: 29,6 % — особи молодші 18 років, 62,3 % — особи у віці 18—64 років, 8,1 % — особи у віці 65 років та старші. Медіана віку мешканця становила 32,3 року. На 100 осіб жіночої статі у місті припадало 107,7 чоловіків;  на 100 жінок у віці від 18 років та старших — 97,9 чоловіків також старших 18 років.
Середній дохід на одне домашнє господарство  становив 36 377 доларів США (медіана — 31 300), а середній дохід на одну сім'ю — 38 634 долари (медіана — 31 400). За межею бідності перебувало 15,8 % осіб, у тому числі 13,8 % дітей у віці до 18 років та 13,9 % осіб у віці 65 років та старших.
Цивільне працевлаштоване населення становило 53 особи. Основні галузі зайнятості: будівництво — 24,5 %, транспорт — 22,6 %, науковці, спеціалісти, менеджери — 15,1 %, освіта, охорона здоров'я та соціальна допомога — 11,3 %.